# Vi sitter i Ventrilo och spelar DotA
Vi sitter i Ventrilo och spelar DotA (Nederlands: We zitten in Ventrilo en spelen DotA) is een Zweedstalig nummer van de Zweedse zanger, producer en dj Basshunter uit 2006. Het is de tweede single van zijn debuutalbum LOL <(^^,)>, en wordt door de lange titel ook vaak afgekort tot DotA.
Het nummer gaat over Basshunter en zijn vrienden, die het communicatieprogramma Ventrilo gebruiken terwijl ze Defense of the Ancients (DotA) spelen. Dit is een mod voor het spel Warcraft III: The Frozen Throne en Warcraft III: Reign Of Chaos. Het nummer toont een gelijkenis met Daddy DJ van Daddy DJ uit 2002.
Het nummer werd een bescheiden hit in Europa, met een zesde positie in Basshunters thuisland Zweden. In de Nederlandse Top 40 schopte het nummer het tot de negende positie en werd Dancesmash op Radio 538.